# Blessing Oborududu
Blessing Oborududu (12 de março de 1989) é uma lutadora de estilo-livre nigeriana, medalhista olímpica.

## Carreira
Oborududu participou dos Jogos Olímpicos de Verão de 2020 em Tóquio, onde participou do confronto de peso médio, conquistando a medalha de prata após disputa com a estadunidense Tamyra Mensah.